# NGC 2533
NGC 2533 est un amas ouvert,, situé dans la constellation de la Poupe. Il a été découvert par l'astronome britannique John Herschel en 1835.
NGC 2533 est à environ 3 379 pc (∼11 000 al) du système solaire et les dernières estimations donnent un âge de 752 millions d'années. La taille apparente de l'amas est de 6 minutes d'arc, ce qui, compte tenu de la distance, donne une taille réelle maximale d'environ 19 années-lumière.
Selon la classification des amas ouverts de Robert Trumpler, cet amas renferme moins de 50 étoiles (lettre p) dont la concentration est moyennement faible (III) et dont les magnitudes se répartissent sur un petit intervalle (le chiffre 1).